# 2-Bromethylbenzol
2-Bromethylbenzol (Silbentrennung: 2-Brom-ethyl-benzol) ist eine chemische Verbindung des Broms aus der Gruppe der Benzolderivate.

## Gewinnung und Darstellung
2-Bromethylbenzol kann durch Radikaladdition von Bromwasserstoff zu Styrol oder durch Reaktion von β-Phenethylalkohol mit Phosphortribromid gewonnen werden.

## Eigenschaften
2-Bromethylbenzol ist eine gelbe Flüssigkeit, die praktisch unlöslich in Wasser ist.

## Verwendung
2-Bromethylbenzol wird als Ausgangsstoff für die Herstellung verschiedener Beta-Phenethylderivate, Arzneimittel, Duftstoffe und anderer Feinchemikalien verwendet.